# Grazer Zeitung
Die Grazer Zeitung ist eine österreichische Wochenzeitung, die seit 1787 in Graz erscheint. Sie ist das Amtsblatt des Landes Steiermark. Von 1787 bis 1866 hieß die sie Grätzer Zeitung.

## Grätzer Zeitung
Die Grätzer Zeitung (anfangs auch Grazer Zeitung) erschien von 1787 bis 1866 in Graz und kam anfangs viermal die Woche, später täglich und schließlich sogar zweimal täglich heraus. Ihr erster leitender Redakteur war Joseph Karl Kindermann. Er blieb bis 1800 bei der Zeitung. Als Nebentitel führte sie zeitweise den Zusatz Morgen- & Abendblatt nebst einem Amtsblatt. In ihr aufgegangen sind die Gräzer Bürgerzeitung und Der Steyrische Biedermann. Als Beilagen zur Zeitung erschienen das Steyermärkische Intelligenzblätter zur Grätzer Zeitung, Der Aufmerksame, das Steyermärkische Amtsblatt zur Grätzer Zeitung, Stiria und der Der Volksfreund. Von 1836 bis zu seinem Tod 1839 führte Adalbert Johann Polsterer die Zeitung.

## Grazer Zeitung
Die Grazer Zeitung führt den Nebentitel Amtsblatt für das Land Steiermark und erscheint seit 1867 wöchentlich unter diesem Titel. Unterbrochen wurde die ständige Erscheinung ab der 154. Ausgabe im Jahr 1938, die 155. Ausgabe erschien erst 1959. Bis 1938 führte sie den Nebentitel Als amtliches Anzeigeblatt für Steiermark. In der Grazer Zeitung aufgegangen, ist das Verordnungs- und Amtsblatt für das Land Steiermark, als Beilagen erschienen das Steyermärkische Amtsblatt zur Grätzer Zeitung und die Grazer Morgenpost.

## Einstellung der gedruckten Ausgabe
Die Grazer Zeitung enthielt in ihren letzten Jahrgängen keinen redaktionellen Teil mehr, sondern bestand nur mehr aus amtlichen Verlautbarungen und Veröffentlichungen nach dem Vergaberecht. Da mit 1. März 2019 die vergaberechtliche Veröffentlichungspflicht durch eine elektronische Form unter www.data.gv.at ersetzt wurde (§ 66 BVergG), entfiel die Verpflichtung, bestimmte Daten eines Vergabeverfahrens in Printmedien zu veröffentlichen. Damit entfiel auch eine wesentliche Finanzierungsquelle der Zeitung.
Seit Juli 2019 erscheint die Grazer Zeitung nur mehr in digitaler Form unter der bisherigen Webadresse www.grazerzeitung.at, sie ist kostenlos zugänglich.